# Kostel Všech svatých (Bojszów)
Kostel Všech svatých v Bojszowě  je filiální kostel, který byl postaven v 16. století a nachází se v Bojszowě gmina Rudziniec, okres Gliwice, Slezské vojvodství a náleží děkanátu Pławniowice diecéze gliwické.
Dřevěný kostel je součástí Stezky dřevěné architektury v Slezském vojvodství na hlavní trase a také v součástí gliwické trasy. V blízkosti kostela vede turistická zelená Trasa Sto let turistiky. Kostel je zapsán do seznamu kulturních památek Polska pod číslem A/344/60 12. dubna 1960.

## Historie
První zmínky o kostele jsou z roku 1376. Další zmínka pochází z roku 1447. Na základě dendrochronlogických průzkumů se stáří kostela datuje do roku 1506. Kostel byl využíván v době reformace protestanty a na počátku 17. století byl předán katolické církvi. Kolem roku 1598 byly sloučeny Bojszów a Łączę do jedné farnosti a kolem roku 1700 rozšířena o Rachowice. Samostatnou farností se Bojszów stal v roce 1959. Kostel byl opravován po třicetileté válce a později v letech 1862, 1905 a 1964. Po roce 1982, vzhledem k tomu, že byl postaven nový kostel, stal dřevěný kostel filiálním, a je užíván v případech konání svatebních nebo pohřebních obřadů.

## Architektura
Jednolodní orientovaná dřevěná roubená stavba s dřevěnou věží sloupové konstrukce z roku 1545, která stojí na cihelné podezdívce. Loď je čtvercového půdorysu s kruchtou, zakončena trojbokým kněžištěm. Ke kněžišti byla v roce 1509 na severní straně přistavena sakristie. V roce 1545 byla přistavěna k průčelí lodi věž, která má deskové bednění, zvětšené zvonové patro kryté osmi bokou jehlanovou střechou. Střecha kostela je šindelová, sanktusník má deskové bednění a stanovou střechu. K obvodu kostela se přimykají soboty, nad sobotami jsou stěny kostela šalovány (bedněny) deskami a absida kněžiště je krytá šindelem. Na jižní části lodi byl dodatečně prolomen vstup pro ženy tzv. babinec.

### Interiér
Vnitřek kostela je převážně barokní. Vítězným obloukem prochází sponový trám na němž se nachází Ukřižování a nápis CREDO IN UNUM DEUM. Hlavní oltář z období kolem roku 1700  má obraz Seslání Ducha Svatého. Boční oltář na evangelijní straně pochází z 18. století s obrazem Ježíše Krista z  přelomu 17. a 18. století. Boční oltář na straně epištolní pochází z 18. století s obrazem svatého Josefa s Dítětem. Ambon je barokní z 17. století s baldachýnem z. 18. století. Pozdněgotická dubová křtitelnice z 16. století byla už zmiňována ve vizitačním protokolu v roce 1679. Pozdněgotické jsou také portály z počátku 16. století. V roce 1965 byl strop lodi vyzdoben polychromií.

## Okolí
Kolem kostela se rozprostírá hřbitov, který je ohrazen současným dřevěným plotem s brankou sloupové konstrukce z roku 1728. V blízkosti dřevěného kostela se nachází nový farní zděný kostel Nanebevzetí Panny Marie.

## Galerie

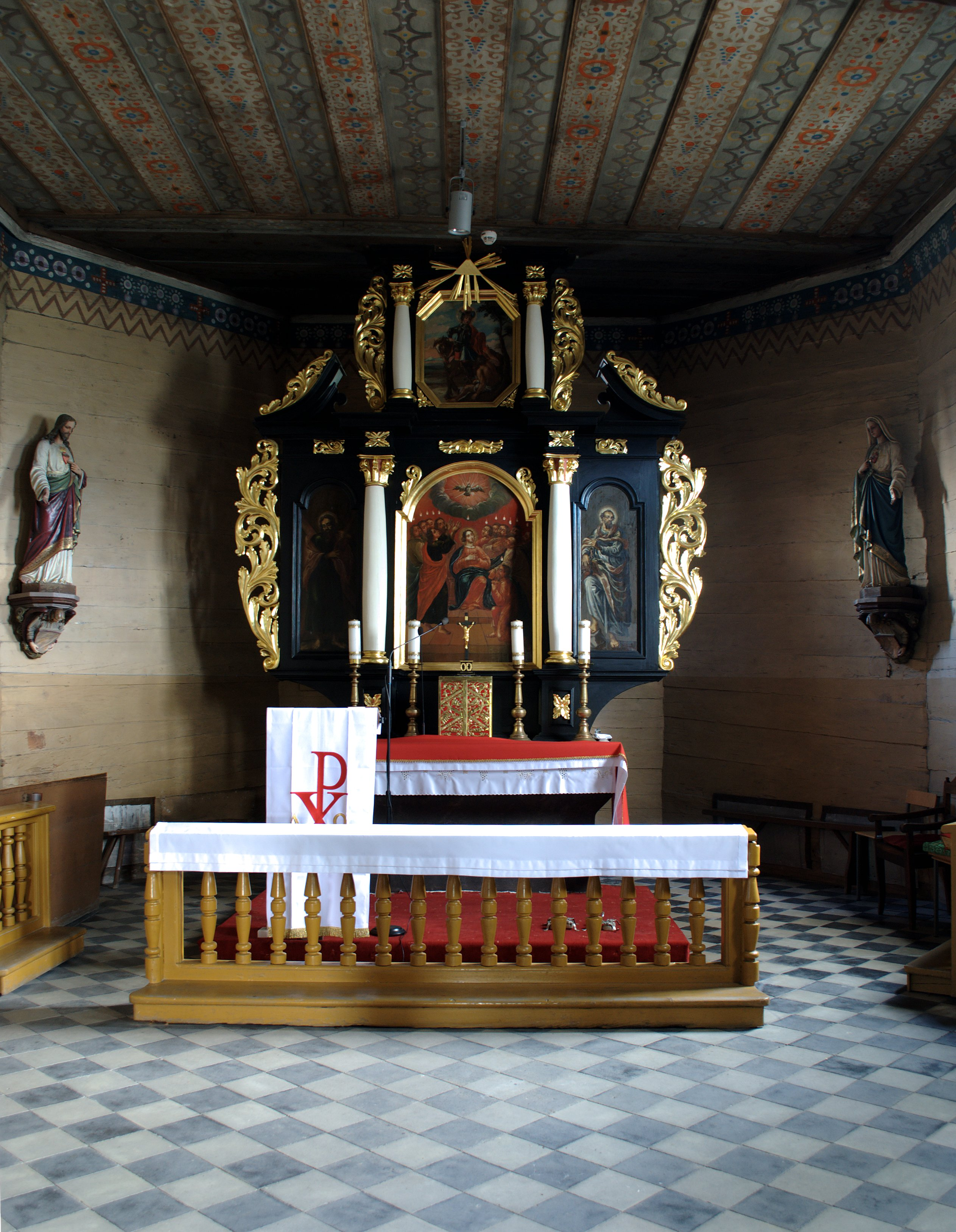
Hlavní oltář
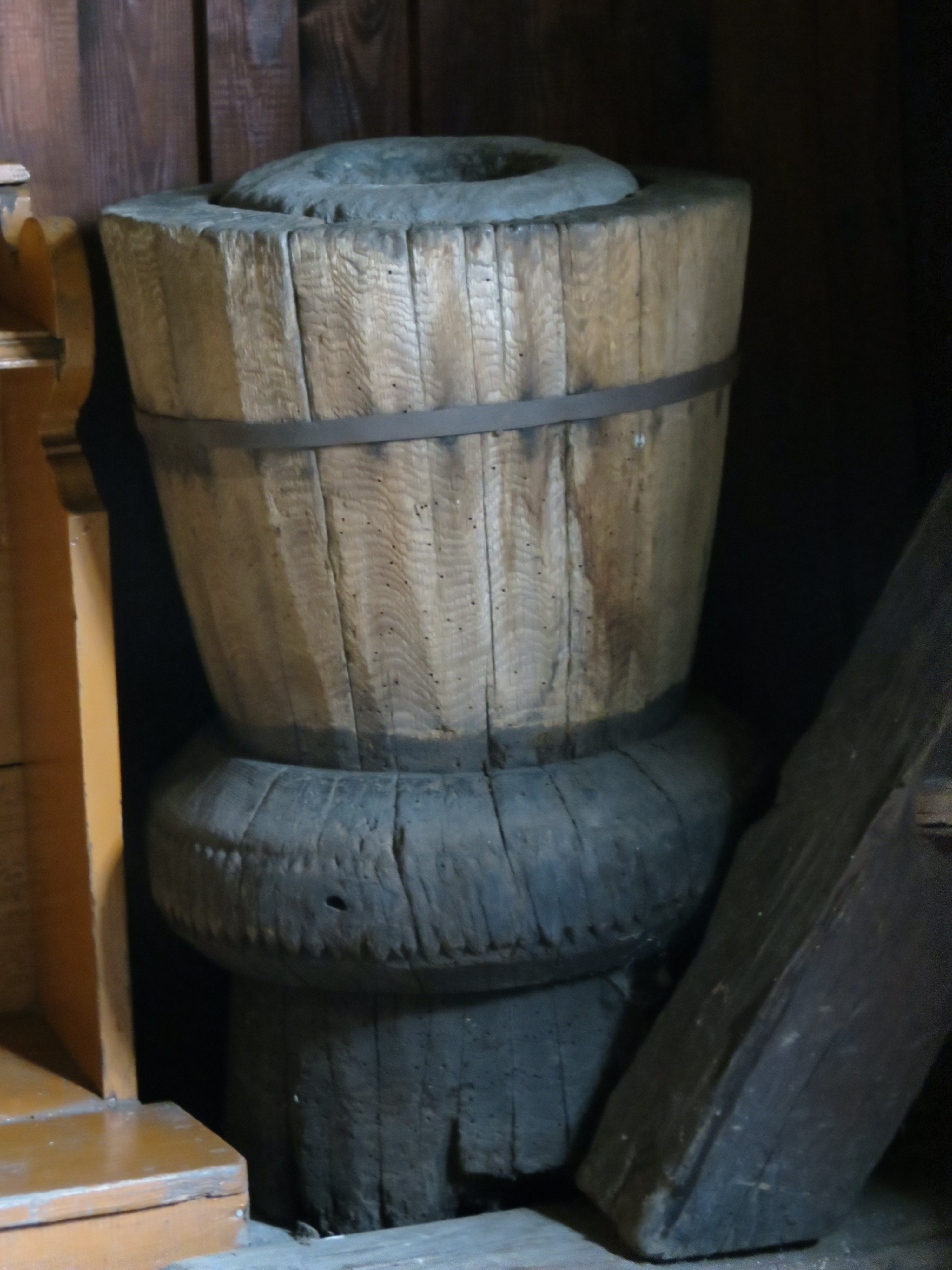
Křtitelnice
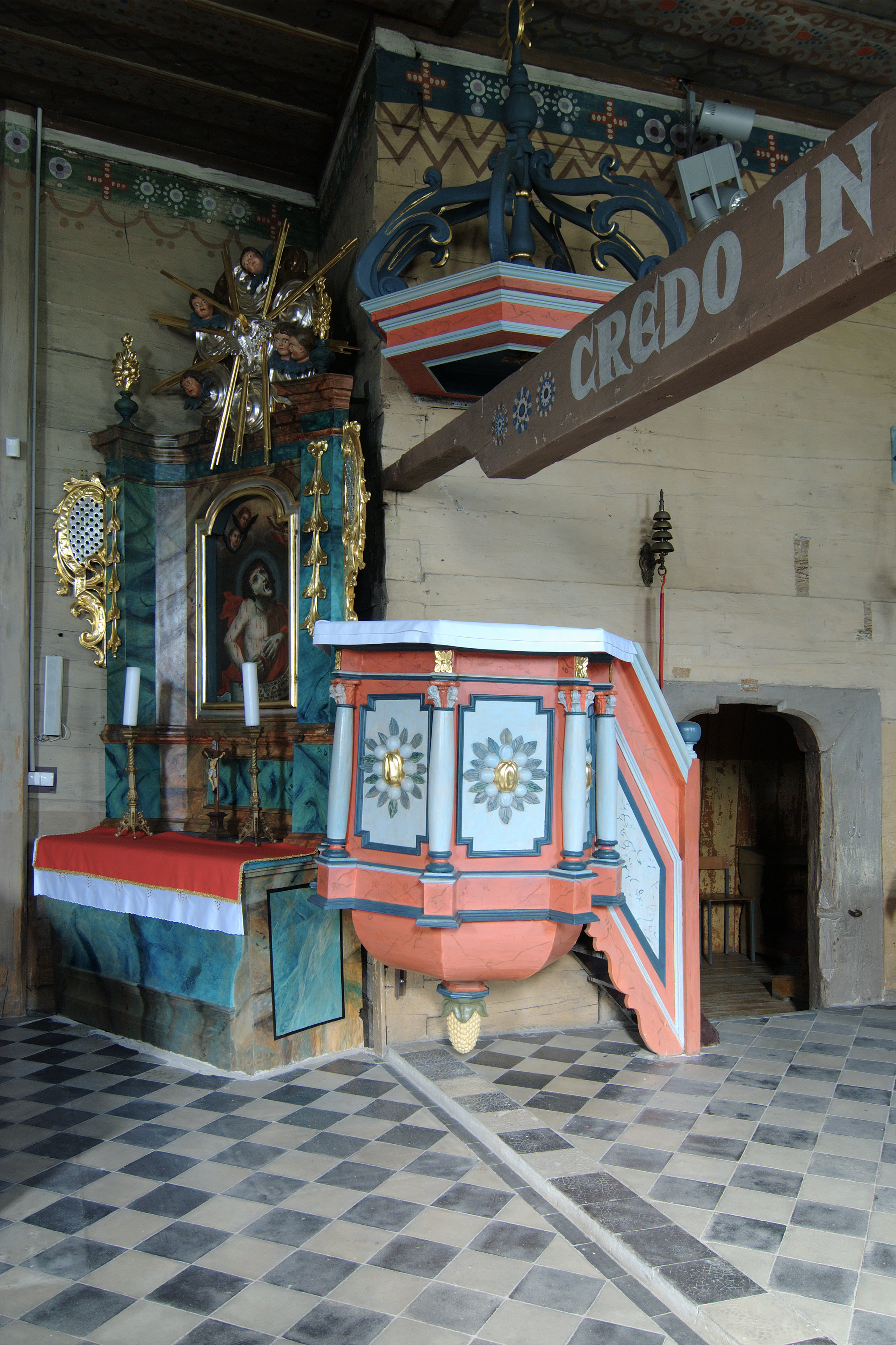
Ambon
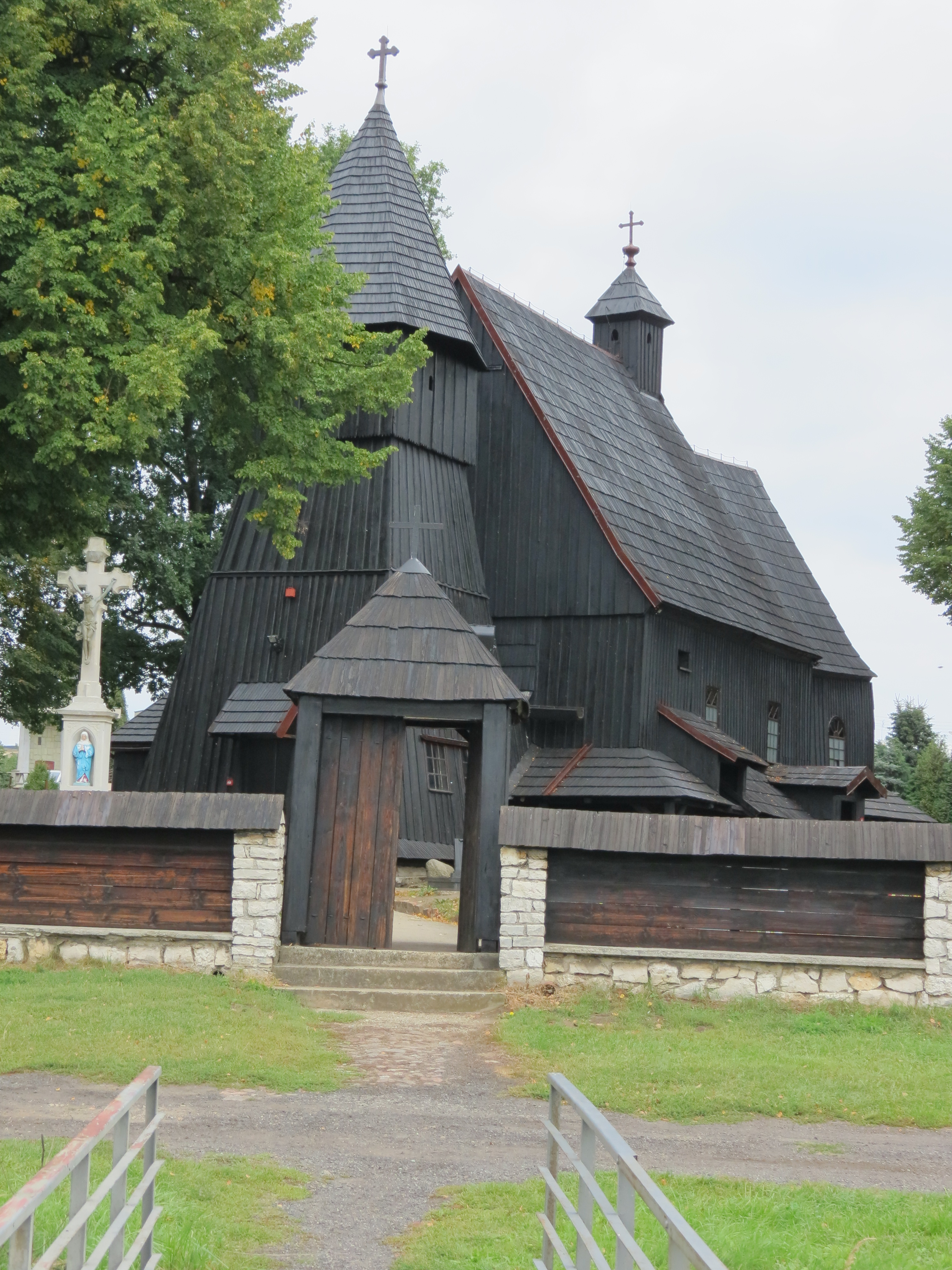
Branka z roku 1728
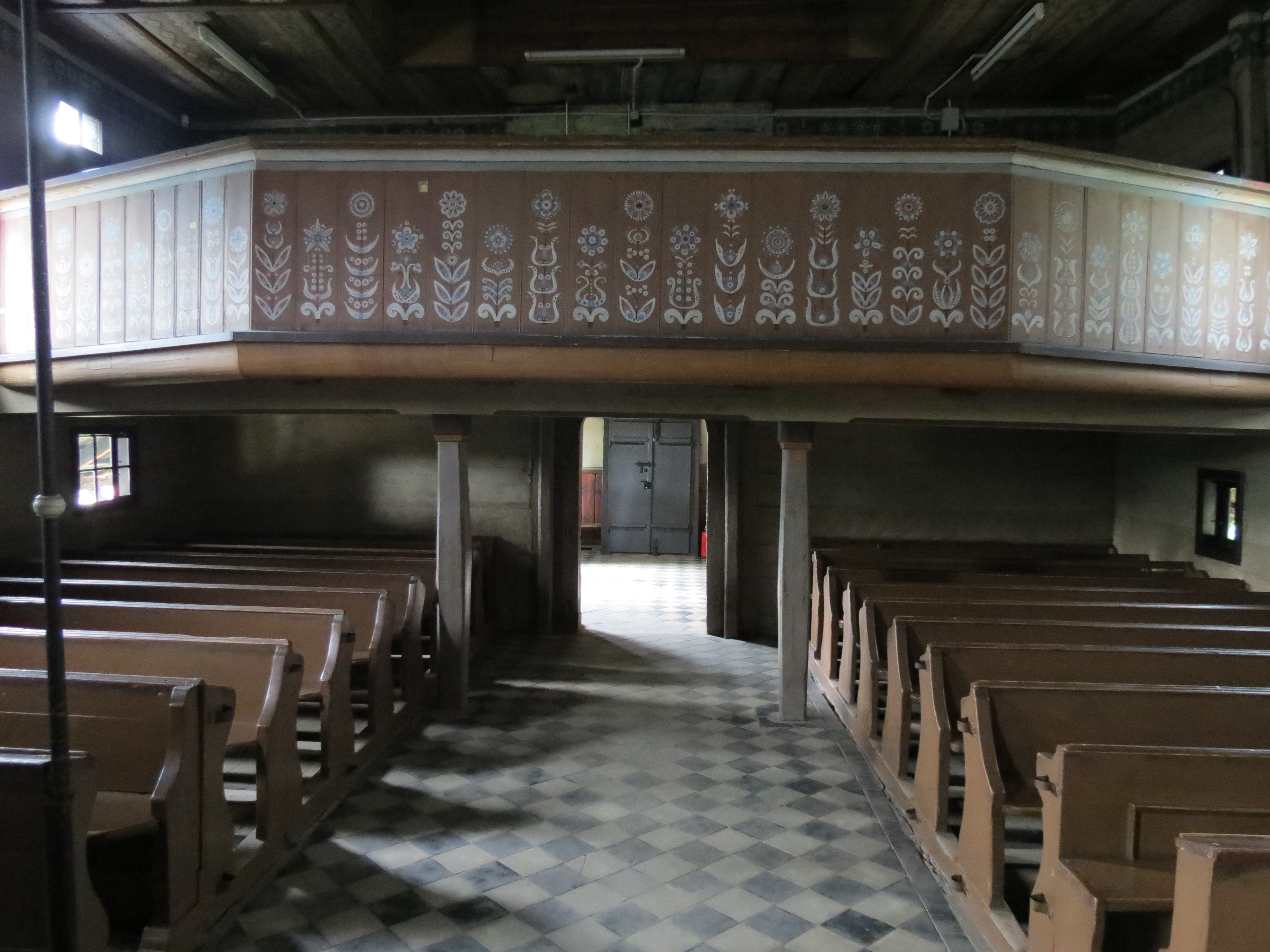
Kruchta
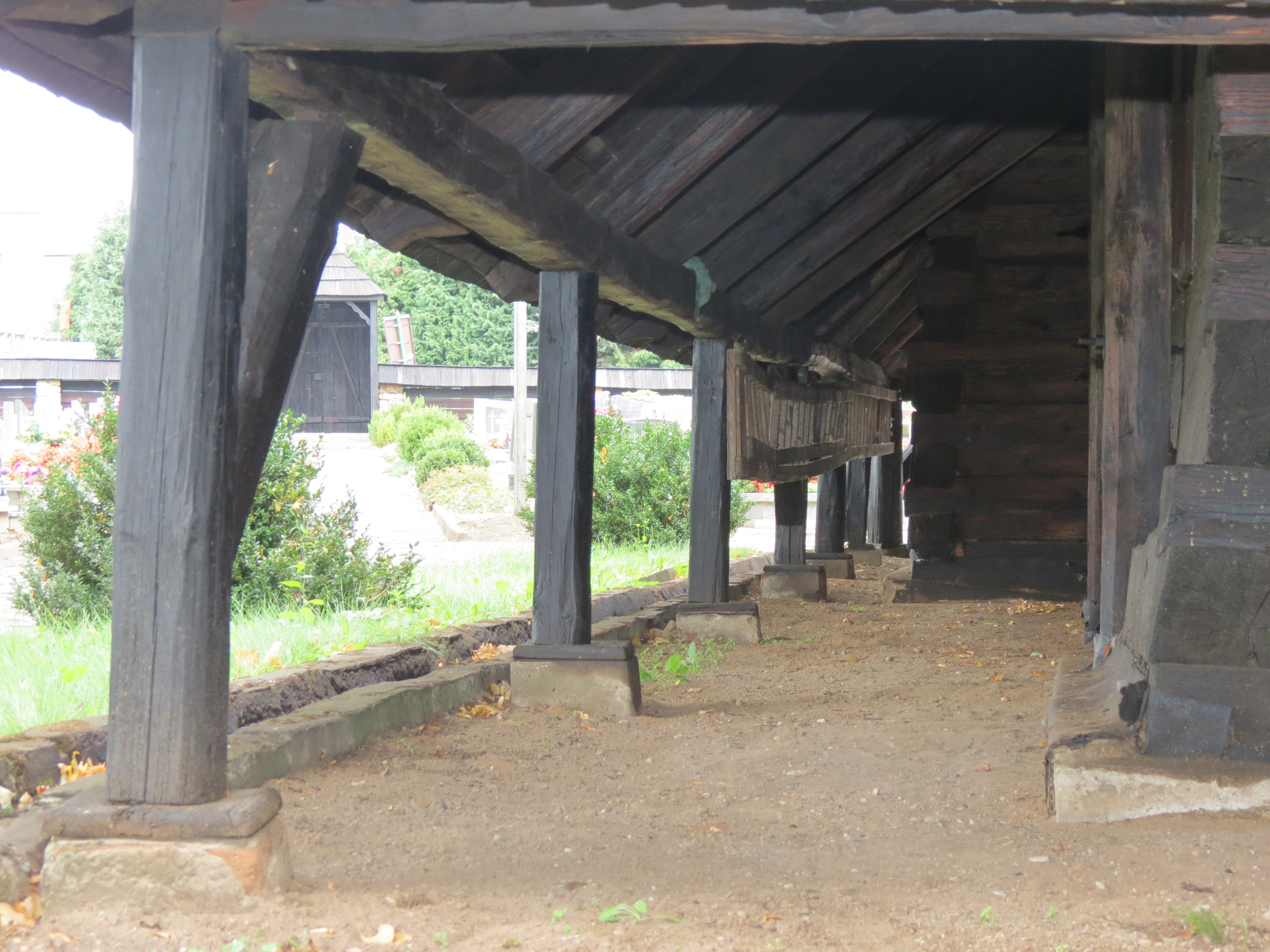
Otevřená sobota